# Zakrzewo (gmina Waganiec)
Zakrzewo – wieś w Polsce, położona w województwie kujawsko-pomorskim, w powiecie aleksandrowskim, w gminie Waganiec.
W latach 1975–1998 miejscowość administracyjnie należała do województwa włocławskiego.